# Piñata Sandinista
La Piñata Sandinista es un caso de corrupción y apropiación de bienes públicos y privados por parte de los dirigentes sandinistas nicaragüenses antes de abandonar el poder en 1990.

## Historia
En el periodo entre la derrota electoral del 25 de febrero de 1990 y la toma de posesión de su adversaria Violeta Chamorro el 27 de abril del mismo año, los sandinistas transfirieron la propiedad de gran cantidad de inmuebles y bienes públicos, algunos previamente expropiados, a sus organizaciones afines y, mayoritariamente, personalmente a sus dirigentes como el mismo presidente Daniel Ortega, su hermano Humberto y el dirigente Tomás Borge.
Los familiares y personas próximas al presidente se apropiaron de empresas y tierras, otros bienes (como empresas de transporte, madera, fábricas de azúcar y mataderos), se pasaron nominalmente a manos del Frente Sandinista de Liberación Nacional pero posteriormente pasaron en manos privadas de los familiares y colaboradores de Ortega. Las dos leyes principales que aplicaron la piñata fueron las conocidas como ley 85 y ley 86.
Durante el primer gobierno de Violeta Chamorro hubo miles de juicios contra el Estado de los antiguos propietarios expropiados. El abril de 2010 en una comparecencia el procurador general de la República Hernán Estrada informó que el Estado nicaragüense había pagado unos 1300 millones de dólares en conceptos de indemnización por la "piñata". Dentro del sandinismo también se crearon divisiones entre los beneficiados y los no beneficiados, entre el sector clientelar de los primeros y quienes denunciaban la práctica por cuestiones éticas y de principios.